# 熊本県道287号大宮地宮地岳線
熊本県道287号大宮地宮地岳線（くまもとけんどう287ごう おおみやじみやじだけせん）は、熊本県天草市を通る一般県道である。

## 概要
天草市新和町から天草市宮地岳町の国道266号を結ぶ。

### 路線データ
- 起点：天草市新和町大宮地（熊本県道26号本渡牛深線交点）
- 終点：天草市宮地岳町（国道266号交点、熊本県道291号宮地岳今田線起点）

## 歴史
- 1968年（昭和43年）4月1日 - 路線認定。

## 地理

### 通過する自治体
- 天草市

### 交差する道路
| 交差する道路                        | 交差する場所 | 交差する場所 |
| ----------------------------------- | ------------ | ------------ |
| 熊本県道26号本渡牛深線              | 新和町大宮地 | 起点         |
| 熊本県道326号碇石中田線             | 新和町碇石   |              |
| 国道266号 熊本県道291号宮地岳今田線 | 宮地岳町     | 終点         |

### 沿線
- 道の駅宮地岳かかしの里（終点付近）